# Аралтобе (Хромтауский район)
Аралтобе (каз. Аралтөбе) — упразднённое село в Хромтауском районе Актюбинской области Казахстана. Входило в состав Абайского сельского округа. Упразднено в 2019 г. Код КАТО — 156033300.

## Население
В 1999 году население села составляло 77 человек (40 мужчин и 37 женщин). По данным переписи 2009 года, в селе проживало 40 человек (24 мужчины и 16 женщин).